# Manilha

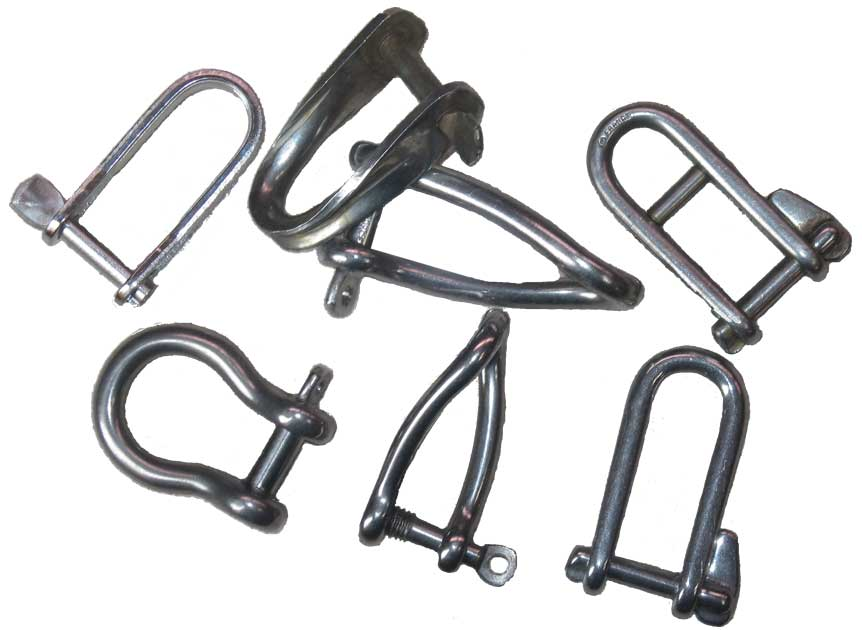
Manilha

A manilha é uma peça em aço forjado ou outra liga metálica para unir ou fixar cabos. Em forma de U, de lira ou redondo é fechado com um pino rosqueado e com um parafuso ou porca e contraporca.